# Wariani
Wariani – wieś w Gruzji, w regionie Wewnętrzna Kartlia, w gminie Gori. W 2014 roku liczyła 1469 mieszkańców.